# Antonio Tarver
Antonio Deon Tarver (ur. 21 listopada 1968 w Orlando) – amerykański bokser, były zawodowy mistrz świata organizacji WBC, IBF i WBA w kategorii półciężkiej (do 175 funtów), brązowy medalista Igrzysk Olimpijskich w Atlancie w 1996.

## Kariera amatorska
Jest dwukrotnym amatorskim mistrzem Stanów Zjednoczonych w kategorii półciężkiej (1993 i 1995). Zdobył złoty medal na Mistrzostwach Świata w 1995 w Berlinie. Rok później, na igrzyskach olimpijskich w Atlancie, zdobył brązowy medal. W półfinale przegrał z późniejszym złotym medalistą, Wasilijem Żyrowem.

## Kariera zawodowa
Na zawodowstwo przeszedł w lutym 1997. Pierwszej porażki doznał w swojej 17 walce, 23 czerwca 2000 z Erikiem Hardingiem, w pojedynku eliminacyjnym IBF.
25 stycznia 2002 pokonał byłego mistrza świata WBA w kategorii średniej i IBF w kategorii półciężkiej, Reggiego Johnsona. Sześć miesięcy później wygrał przez techniczny nokaut w piątej rundzie w rewanżu z Erikiem Hardingiem.
26 kwietnia 2003 stoczył walkę o wakujące tytuły mistrza świata IBF i WBC. Jego rywalem był Montell Griffin, który już raz (w 1997) był mistrzem świata WBC. Tarver wygrał ten pojedynek jednogłośnie na punkty.
Tarver stracił swój mistrzowski pas już w następnej walce, 8 listopada 2003, przegrywając na punkty decyzją większości z Royem Jonesem Jr.
15 maja 2004 doszło do walki rewanżowej obu pięściarzy. Tym razem lepszy okazał się Tarver, pokonując Jonesa Jr. przez techniczny nokaut już w drugiej rundzie. Tym zwycięstwem Tarver zdobył pasy mistrzowskie WBC i WBA.
Pod koniec 2004 Tarver zrezygnował z pojedynku z oficjalnym pretendentem do tytułu i zdecydował się na walkę z Glenem Johnsonem, mistrzem IBF. W konsekwencji WBA i WBC odebrały mu tytuł mistrza świata. Tak samo w stosunku do Johnsona postąpiła IBF. Do pojedynku doszło 18 grudnia. Zwyciężył Johnson niejednogłośną decyzją na punkty. Tarver zrewanżował się Jamajczykowi w czerwcu następnego roku, wygrywając w powtórzonej walce, także na punkty.
1 października 2005 doszło do trzeciej walki z Jonesem Jr. Po raz drugi lepszy okazał się Tarver (wygrał zdecydowanie na punkty). W 2006 stoczył tylko jeden pojedynek – przegrał na punkty z Bernardem Hopkinsem, byłym mistrzem świata wszystkich czterech największych organizacji bokserskich w kategorii średniej.
9 czerwca 2007 pokonał decyzją większości na punkty boksera z Kosowa, Elvira Muriqi. W drugiej walce w 2007 pokonał przez techniczny nokaut w czwartej rundzie Amerykanina Danny’ego Santiago. 12 kwietnia 2008 pokonał Clintona Woodsa i ponownie zdobył tytuł mistrza świata organizacji IBF. Tytuł stracił 11 października, przegrywając zdecydowanie na punkty pojedynek z Chadem Dawsonem, dodatkowo Tarver w ostatniej, dwunastej rundzie był liczony. 9 maja 2009 stoczył rewanżową walkę z Dawsonem, lecz ponownie przegrał jednogłośnie na punkty.
Po blisko półtora roku powrócił na ring. 15 października 2010 zmierzył się w swoim debiucie w wadze ciężkiej z Nagy Aguilera, Tarver wygrał jednogłośnie na punkty. 20 lipca 2011 przeszedł do wagi junior ciężkiej oraz zmierzył się z Dannym Greenem pokonując go przez poddanie w dziewiątej rundzie zdobywając pas IBO.
2 czerwca 2012 roku Tarver w swojej pierwszej obronie tytułu federacji IBO, zremisował z Lateefem Kayode po dwunastu rundach pojedynku.
14 sierpnia 2015 na gali w Newark w pojedynku w wadze ciężkiej zremisowali 115:113, 113:115 i 114:114 z rodakiem Steve’em Cunninghamem (28-7-1, 13 KO).

## Rocky Balboa
Wystąpił w filmie Rocky Balboa, gdzie zagrał Masona Dixona, przeciwnika Rocky’ego Balboa.